# Amphimonhystera subtilis
Amphimonhystera subtilis är en rundmaskart. Amphimonhystera subtilis ingår i släktet Amphimonhystera och familjen Monhysteridae. Inga underarter finns listade i Catalogue of Life.